# Suspensión MacPherson

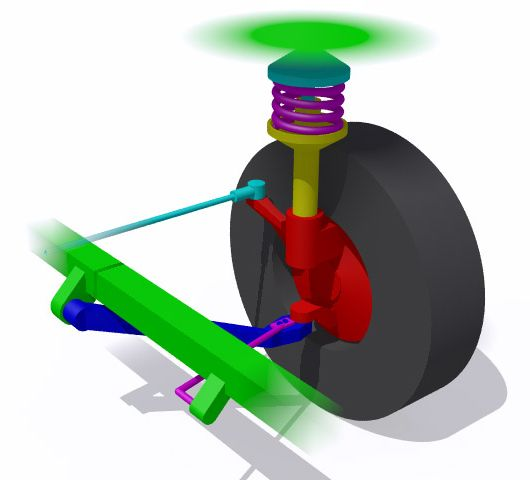
Una suspensión MacPherson en la rueda delantera izquierda de un vehículo de tracción trasera.

La suspensión MacPherson es un tipo de suspensión habitualmente utilizada en los automóviles modernos. Toma su nombre de Earle S. MacPherson, un ingeniero que la desarrolló para su uso en 1951, en el modelo Ford Consul y después en el Zephyr. Puede ser utilizada tanto en el eje delantero como en el trasero, si bien habitualmente se utiliza en el delantero, donde proporciona un punto de apoyo a la dirección y actúa como eje de giro de la rueda. Estructuras similares para el eje trasero son denominadas suspensión Chapman.
Si bien tiene como ventajas su simplicidad y bajo costo de fabricación, tiene un problema geométrico, ya que debido a su configuración no es posible que el movimiento de la rueda sea vertical, sino que el ángulo vertical varía algunos grados durante su movimiento. Además transmite el movimiento directamente del asfalto al chasis, lo que provoca ruidos y vibraciones en el habitáculo.
Es uno de los sistemas más empleados en el eje delantero. Este sistema solamente lleva un brazo oscilante, unido por un extremo al bastidor mediante cojinetes elásticos, y por el otro extremo a la mangueta a través de la rótula. La mangueta por su parte superior está unida al amortiguador vertical. Este está dotado de una plataforma en la cual se apoya el muelle que lo rodea y, por el extremo superior, se apoyan la carrocería en el conjunto muelle-amortiguador.
Esta disposición, además de cumplir su función como suspensión y amortiguación, también sirve como eje vertical de giro de las ruedas. Por lo tanto, el conjunto describe un ángulo proporcional al efectuado con el volante. 
La suspensión MacPherson conforma un triángulo articulado formado por el bastidor, el brazo inferior y el conjunto muelle-amortiguador. 
Tiene una gran proyección en el mercado actual ya que el 87.5% de los autos tienen esta suspensión.